# Lida
Lida (belarussisch Ліда, polnisch Lida, russisch Лида, litauisch Lyda, jiddisch לידע Lyde) ist eine Stadt im Westen von Belarus, in der Hrodsenskaja Woblasz. Es ist Hauptsitz des Rajon Lida.
Sie liegt 120 Kilometer von der polnischen und 40 Kilometer von der litauischen Grenze entfernt.

## Geographie
Lida liegt im westlichen Teil des Landes, unweit der Grenze zu Litauen. Sie liegt 112 km entfernt von der Provinzhauptstadt Hrodna.

## Bevölkerung
Lida hatte 2010 97.600 Einwohner. 40 % der Bevölkerung sind polnischstämmig, eine Minderheit gehört den muslimischen Lipka-Tataren an.
Einwohnerentwicklung
- 1959: 028.500
- 1972: 050.000
- 1979: 065.500
- 1989: 091.000
- 1996: 100.900
- 2004: 098.200
- 2007: 096.500
- 2010: 097.600

## Geschichte

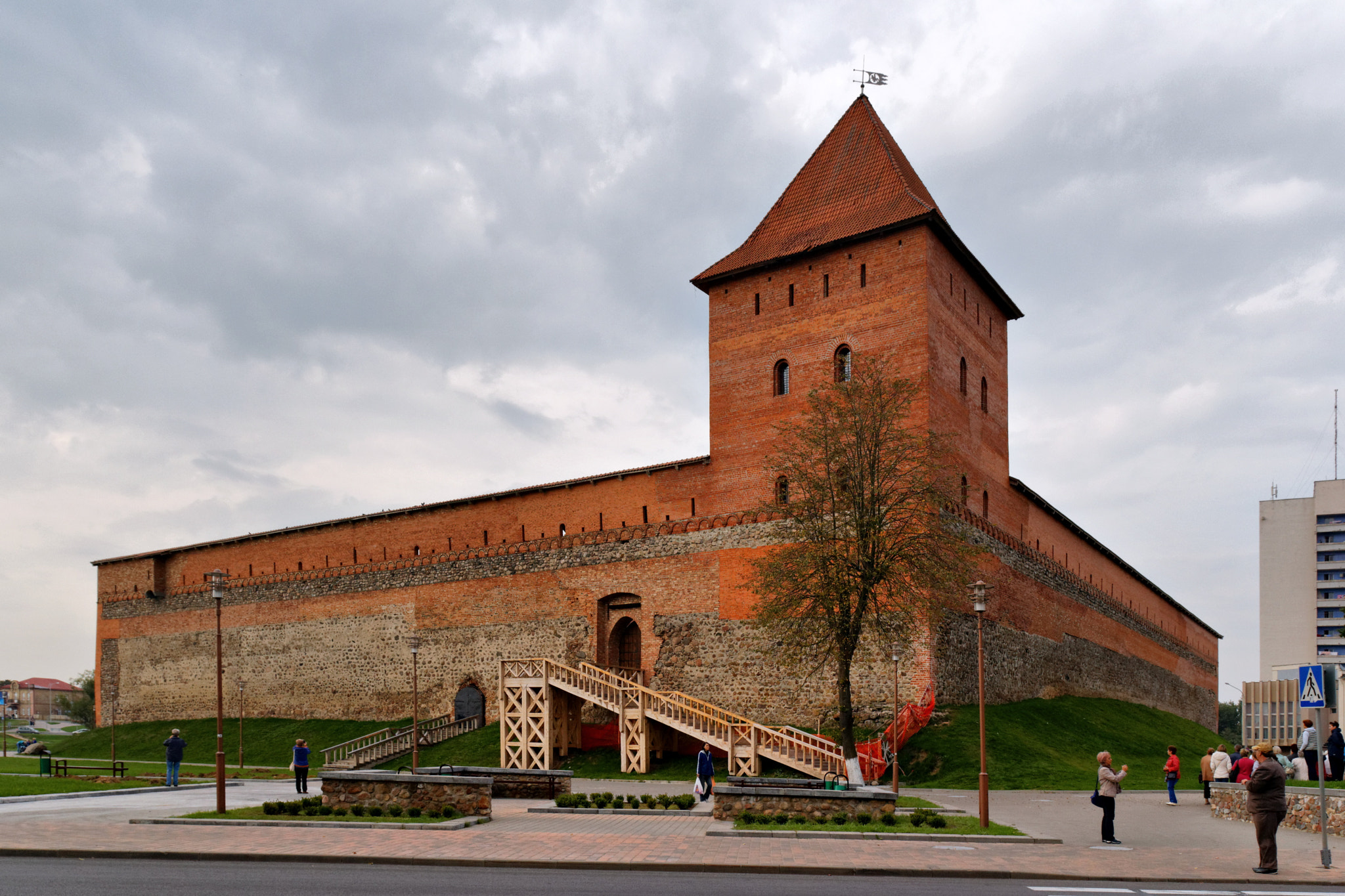
Burg Lida

Die Stadt wurde im 14. Jahrhundert erstmals erwähnt. Im Jahr 1796 bekam sie die Stadtrechte verliehen.

## Wappen
Beschreibung: Gespalten in Rot und Blau. Vorn ein goldener Löwe und hinten zwei gekreuzte goldene Schlüssel mit Dreipassreite und fünf eckigen Durchbrüchen in den zum Schildhaupt gerichteten abgekehrten Bärten.

## Wirtschaft
Hauptwirtschaftszweige sind der Maschinenbau, die chemische, die Leicht- und die Nahrungsmittelindustrie. Lida ist ein Eisenbahnknotenpunkt.

## Kultur
Lida besitzt ein Heimatmuseum. 

## Sehenswürdigkeiten

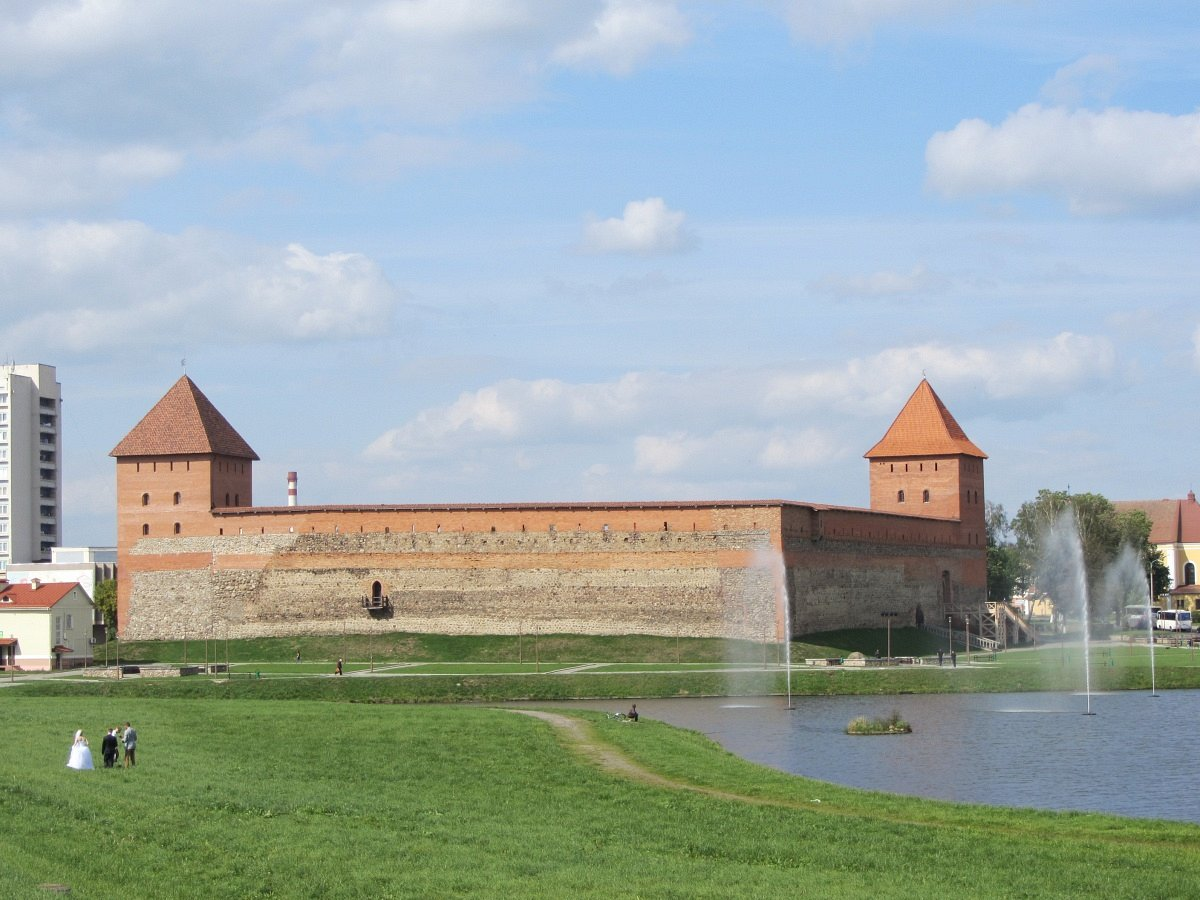
Gediminas-Burg

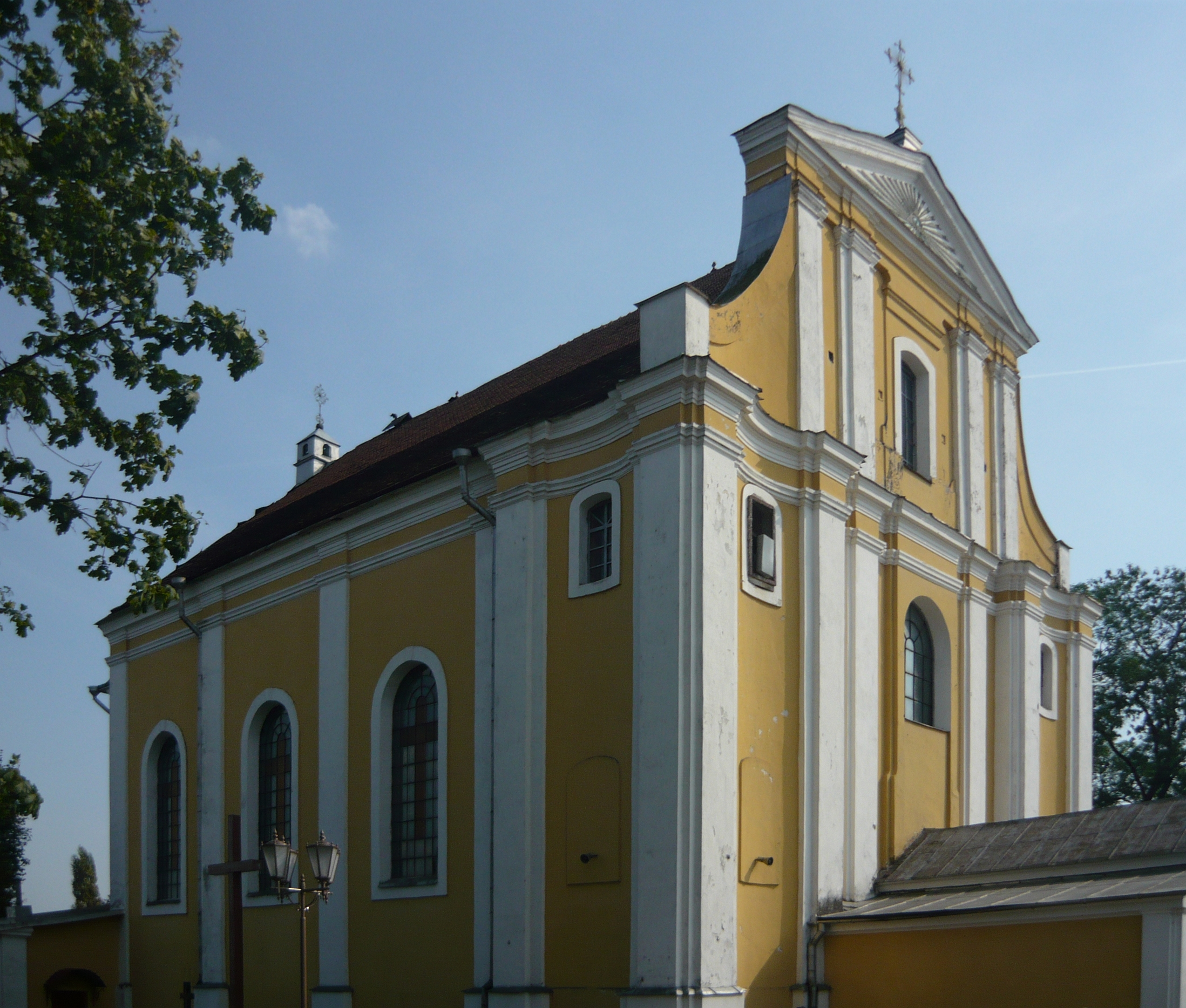
Die Kreuzerhöhungskirche

- Die Burg der Fürsten von Litauen aus dem 14. Jahrhundert.
- Die katholische Kreuzerhöhungskirche im Wilnaer Barock.

## Religion
In Lida befand sich lange Zeit eine Jeschiwa. Ab 1885 wurde sie von Rabbiner Jizchak Jakob Reines geleitet, der 1902 die zionistische Misrachi-Bewegung mitbegründete.

## Sport
In der Stadt ist der Eishockeyverein HK Lida beheimatet.

## Garnison
Östlich der Stadt befindet sich der Militärflugplatz Lida (ICAO-Code: UMDD), mit der Basis der 116. Gardefrontfliegereinheit.
Sie verfügt über eine 2.992 m lange betonierte Startbahn (06/24).

## Städtepartnerschaften und -freundschaften
Lida befindet sich in einer Städtefreundschaft mit Grevesmühlen in Mecklenburg-Vorpommern.

## Söhne und Töchter der Stadt
- Josef Garbáty (1851–1939), Berliner Zigarettenfabrikant
- Andrzej Januszajtis (* 1928), polnischer Physiker und Politiker, Ehrenbürger von Danzig
- Pjotr Kogan (1872–1932), russischer Philologe, Literaturwissenschaftler, Übersetzer und Hochschullehrer
- Arkadi Migdal (1911–1991), russischer theoretischer Physiker
- Sjarhej Palizewitsch (* 1990), belarussischer Fußballspieler
- Apolonia „Pola“ Raksa (* 1941), polnische Schauspielerin
- Moses Reines (1870–1891), Verfasser historischer Schriften zur jüdischen Kultur sowie zur Geschichte verschiedener Jeschiwot in Russland
- Aljaksej Sutschkou (* 1981), belarussischer Fußballspieler
- Stefan Warschawski (1904–1989), US-amerikanischer Mathematiker
- Aleksander Żyw (1905–1995), polnischer Maler, der in Frankreich, Schottland und Italien lebte

## Vermutlicher Namensursprung
Der Name Lida leitet sich vom Namen des Flusses Lidzeya ab, dessen Name auf eine litauische Wurzel verweist.